# Braga (Rio Grande do Sul)
Braga é um município brasileiro do estado do Rio Grande do Sul. Localiza-se no Noroeste Rio Grandense.

## Geografia
Localiza-se a uma latitude 27º36'50" sul e a uma longitude 53º44'22" oeste, estando a uma altitude de 430 metros.
Possui uma área de 130,52 km² e sua população estimada em 2007 era de 3 826 habitantes. Município da região das missões, tem como principal economia a agricultura.

## Filhos ilustres
É a cidade natal do árbitro da FIFA, Carlos Eugênio Simon, que apitou jogos da Copa do Mundo de 2002 e a Copa do Mundo de 2006.